# Trickster (album)
Trickster – pierwszy studyjny album zespołu Kidneythieves, wydany 28 lipca 1998 roku. Został wydany ponownie w 2004 jako Trickstereprocess.

## Lista piosenek
1. Taxicab Messiah - 4:20
2. S+M (A Love Song) - 3:33
3. Swanmate - 1:04
4. Feathers - 3:39
5. Trickster - 4:35
6. Creature - 4:30
7. K - 4:05
8. Pretty - 5:22
9. Layers - 3:50
10. Pleasant - 3:35
11. Mustard Seed - 5:17

### Deus Ex: Invisible War
Niektóre utwory z tego albumu zostały wykorzystane w grze Deus Ex: Invisible War. Zespół wystąpił jako fikcyjna gwiazda pop -NG Resonance. 
Piosenki użyte w grze:
1. Feathers
2. S+M (a love song)
3. Layers
4. Trickster
5. Taxicab Messiah